# Marios Varvoglis
Marios Varvoglis (griechisch Μάριος Βάρβογλης; * 10. Dezember 1885 in Brüssel; † 30. Juli 1967 in Athen) war ein griechischer Komponist.
Varvoglis studierte ab 1904 in Paris am Conservatoire und der Schola Cantorum bei Xavier Leroux, Georges Caussade und Vincent d’Indy. Während seines bis 1920 dauernden Aufenthaltes in Paris war er mit Maurice Ravel, Alfredo Casella, Edgar Varèse und dem Maler Amedeo Modigliani befreundet, der ihn als Le beau Marius porträtierte.
Seit 1924 war er Lehrer für Komposition und Musikgeschichte am Athener Konservatorium, das er ab 1937 gemeinsam mit Antiochos Evangelatos leitete.
Neben einer Oper komponierte er mehrere Orchesterstücke, eine Streichersuite, eine Griechische Caprice für Cello und Orchester, kammermusikalische Werke, Klavierstücke, Lieder und Schauspielmusiken.

## Werke
- Puppenserenade, 1905
- Das Fest, 1906–09
- Pastoralsuite, 1912
- St. Barbara, 1912
- Capriccio, 1914
- Hommage à César Franck, 1922
- 14 Kinderstücke, 1922
- Griechische Rhapsodie, 1922
- Sonatina, 1927
- Kanon, Choral und Fuge über BACH, 1930
- Der Nachmittag des Liebe, 1944
- Lorbeeren und Zypressen, 1950
- Preludium und Fuge über ein byzantinisches Thema, 1953

| Personendaten    | Personendaten                  |
| ---------------- | ------------------------------ |
| NAME             | Varvoglis, Marios              |
| ALTERNATIVNAMEN  | Βάρβογλης, Μάριος (griechisch) |
| KURZBESCHREIBUNG | griechischer Komponist         |
| GEBURTSDATUM     | 10. Dezember 1885              |
| GEBURTSORT       | Brüssel                        |
| STERBEDATUM      | 30. Juli 1967                  |
| STERBEORT        | Athen                          |